# IC 933
IC 933 ist eine linsenförmige Galaxie mit aktivem Galaxienkern vom Hubble-Typ S0 im Sternbild Bärenhüter am Nordsternhimmel. Sie ist schätzungsweise 412 Millionen Lichtjahre von der Milchstraße entfernt und hat einen Durchmesser von etwa 125.000 Lichtjahren.
Im selben Himmelsareal befinden sich u. a. die Galaxien IC 911, IC 912, IC 913, IC 914.
Das Objekt wurde am 16. Juni 1892 vom französischen Astronomen Stéphane Javelle entdeckt.